# Majhara Pipar Ahatmali
Majhara Pipar Ahatmali es una ciudad censal situada en el distrito de Unnao en el estado de Uttar Pradesh (India). Su población es de 25310 habitantes (2011). 

## Demografía
Según el censo de 2011 la población de Majhara Pipar Ahatmali era de 25310 habitantes, de los cuales 13474 eran hombres y 11836 eran mujeres. Majhara Pipar Ahatmali tiene una tasa media de alfabetización del 81,18%, superior a la media estatal del 67,68%: la alfabetización masculina es del 85,39%, y la alfabetización femenina del 76,43%.